# Assim Madibo
Assim Omer Al Haj Madibo (ur. 22 października 1996) – katarski piłkarz pochodzenia sudańskiego grający na pozycji pomocnika w Al-Duhail SC i reprezentacji Kataru. Złoty medalista Pucharu Azji 2019.

## Kariera
Assim Madibo młodzieżową karierę rozpoczął w AJ Auxerre. W 2014 trafił do Aspire Academy w Katarze. Seniorską karierę rozpoczynał w austriackich klubach: LASK Linz i FC Juniors OÖ. Następnie grał w Cultrural Leonesa. W 2016 roku przeniósł się do Al-Duhail SC, skąd był dwukrotnie wypożyczany (do KAS Eupen i Al-Gharafa).
Assim Madibo grał w młodzieżowych kadrach Kataru: U-19, U-20, U-21 i U-23. W seniorskiej reprezentacji Kataru zadebiutował 23 sierpnia 2017 roku w towarzyskim meczu z Turkmenistanem. Znalazł się w kadrze na Pucharu Azji 2019. Turniej zostały wygrany przez Katar, a Salman był w reprezentacji podstawowym pomocnikiem defensywnym.